# Lasioglossum tribuarium
Lasioglossum tribuarium is een vliesvleugelig insect uit de familie Halictidae. De wetenschappelijke naam van de soort is voor het eerst geldig gepubliceerd in 1935 door Rayment.